# Cynan Dindaethwy
Cynan Dindaethwy ("Cynan de Dindaethwy") o Cynan ap Rhodri ("Cynan hijo de Rhodri") fue rey de Gwynedd (reinado 798-c. 816). Cynan era hijo de Rhodri Molwynog y ascendió al trono de Gwynedd a la muerte de Caradog ap Meirion en 798. Su epíteto se refiere al commote de Dindaethwy en el cantref de Rhosyr. A diferencia de reyes posteriores de Gwynedd, normalmente residentes en Aberffraw al oeste de Anglesey, Cynan mantuvo su corte noble en Llanfaes en la costa suroriental. El reinado de Cynan estuvo marcado por una lucha de poder dinástica destructiva con un rival llamado Hywel, supuestamente su hermano.
No hay registros históricos de los primeros años de Cynan, pero su reinado concluyó por una combinación de desastres naturales y reveses militares. En 810, una peste bovina mató gran cantidad de ganado por todo Gales. Al año siguiente, Deganwy, la antigua corte de madera de Maelgwn Gwynedd, fue golpeado por un rayo.
Una guerra destructiva entre Cynan y Hywel se desarrolló en Anglesey entre 812 y 816, concluyendo con la derrota y el destierro de Cynan. Cynan y Hywel son descritos como hermanos en la Historia de Gales de Lloyd, pese a que Lloyd no cita su fuente. Los Anales de Gales mencionan a ambos solo por nombre, sin título, relación, o patronímico. Las genealogías de Jesus College MS 20 niegan totalmente que Cynan y Hywel fueran hermanos, haciendo a Hywel hijo de Caradog ap Meirion y primo lejano de Cynan Dindaethwy, hijo de Rhodri Molwynog. Las genealogías Harleian coinciden. Cynan murió al cabo de un año de su exilio según los Anales de Gales y los Anales irlandeses.

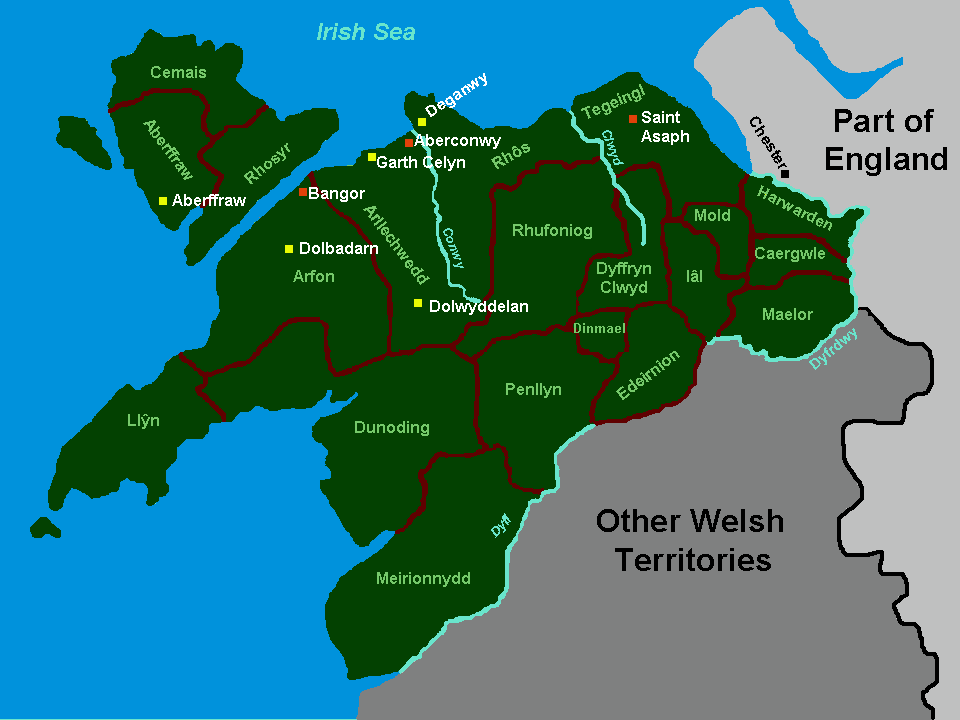
Un mapa de Gwynedd mostrando su tradicional cantrefs.

Tras la muerte de Cynan, hubo una batalla en su antigua corte de Llanfaes en Anglesey registrada por los cronistas, pero los combatientes no se identifican.
Esylit, hija de Cynan se convertiría en la madre de Merfyn Frych ap Gwriad, el primer Rey de Gwynedd (825-844) que no descendía directamente de Cunedda por línea masculina.

## Citas
1. ↑  Lloyd (1911, pp. 232), A History of Wales, Vol I
2. ↑  Lloyd (1911, pp. 231), A History of Wales
3. ↑  Phillimore (1888, pp. 163-164), Annales Cambriae
4. ↑  Phillimore (1887, pp. 89) — his pedigree is given as: Howel.
5. ↑  Phillimore (1887, pp. 87) — his pedigree is given as: .
6. ↑  Owen (1841, pp. xiv), Pedigree of Ywain Son of Hywel, in the Preface of Ancient Laws and Institutes of Wales — his pedigree is given as:  .
7. ↑  Phillimore (1888, pp. 164) — 816, the Annales Cambriae
8. ↑  Reeves (1857, pp. 389), the Chronicon Hyense — year 816, "Conan mac Ruadhrach, rex Britonum, defunctus est"
9. ↑  Phillimore (1888, pp. 164) - 818, the Annales Cambriae